# Willem van Hessen-Kassel

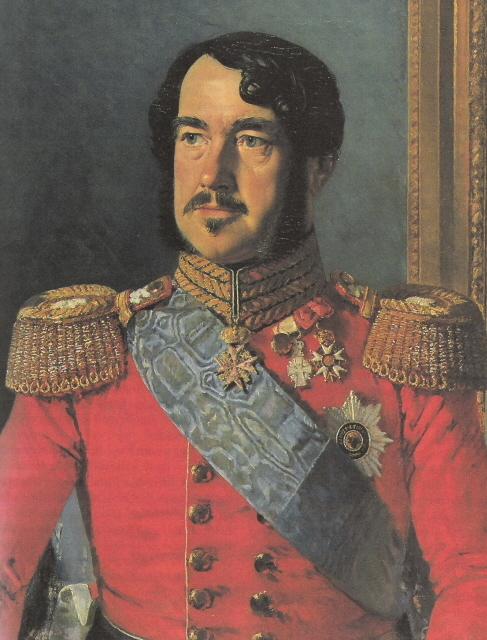
Willem van Hessen-Kassel

Willem van Hessen-Kassel (Biebrich, 24 december 1787 - Kopenhagen, 5 oktober 1867) was een zoon van prins Frederik van Hessen-Kassel en Carolina van Nassau-Usingen. In 1810 huwde hij met Louise Charlotte van Denemarken (1789-1864), dochter van erfprins Frederik van Denemarken en Noorwegen, en werd vader van:
- Carolina (1811-1829)
- Marie Louise (1814-1895), gehuwd met Frederik August van Anhalt-Dessau
- Louise (1817-1898), gehuwd met Christiaan IX van Denemarken
- landgraaf Frederik van Hessen-Kassel (1820-1864), eerst gehuwd met grootvorstin Alexandra Nikolajevna van Rusland, dochter van tsaar Nicolaas I van Rusland en na haar dood met Anna van Pruisen
- Augusta (1823-1899), gehuwd met baron Karel van Nasbyholm
- Sophia (1827-1827).

## Voorouders
| Stamboom Willem van Hessen-Kassel    | Stamboom Willem van Hessen-Kassel                                                            | Stamboom Willem van Hessen-Kassel                                                            | Stamboom Willem van Hessen-Kassel                                                            | Stamboom Willem van Hessen-Kassel                                                            | Stamboom Willem van Hessen-Kassel                                                                     | Stamboom Willem van Hessen-Kassel                                                                     | Stamboom Willem van Hessen-Kassel                                                                     | Stamboom Willem van Hessen-Kassel                                                                     | Stamboom Willem van Hessen-Kassel                                                                          | Stamboom Willem van Hessen-Kassel                                                                          | Stamboom Willem van Hessen-Kassel                                                                          | Stamboom Willem van Hessen-Kassel                                                                          | Stamboom Willem van Hessen-Kassel                                                                          | Stamboom Willem van Hessen-Kassel                                                                          | Stamboom Willem van Hessen-Kassel                                                                          | Stamboom Willem van Hessen-Kassel                                                                          | Stamboom Willem van Hessen-Kassel | Stamboom Willem van Hessen-Kassel | Stamboom Willem van Hessen-Kassel | Stamboom Willem van Hessen-Kassel | Stamboom Willem van Hessen-Kassel | Stamboom Willem van Hessen-Kassel | Stamboom Willem van Hessen-Kassel | Stamboom Willem van Hessen-Kassel | Stamboom Willem van Hessen-Kassel | Stamboom Willem van Hessen-Kassel | Stamboom Willem van Hessen-Kassel | Stamboom Willem van Hessen-Kassel | Stamboom Willem van Hessen-Kassel | Stamboom Willem van Hessen-Kassel | Stamboom Willem van Hessen-Kassel | Stamboom Willem van Hessen-Kassel | Stamboom Willem van Hessen-Kassel | Stamboom Willem van Hessen-Kassel | Stamboom Willem van Hessen-Kassel | Stamboom Willem van Hessen-Kassel | Stamboom Willem van Hessen-Kassel | Stamboom Willem van Hessen-Kassel | Stamboom Willem van Hessen-Kassel | Stamboom Willem van Hessen-Kassel |
| ------------------------------------ | -------------------------------------------------------------------------------------------- | -------------------------------------------------------------------------------------------- | -------------------------------------------------------------------------------------------- | -------------------------------------------------------------------------------------------- | --- | --- | --- | --- | --- | --- | --- | --- | --- | --- | --- | --- | --------------------------------- | --------------------------------- | --------------------------------- | --------------------------------- | --------------------------------- | --------------------------------- | --------------------------------- | --------------------------------- | --------------------------------- | --------------------------------- | --------------------------------- | --------------------------------- | --------------------------------- | --------------------------------- | --------------------------------- | --------------------------------- | --------------------------------- | --------------------------------- | --------------------------------- | --------------------------------- | --------------------------------- | --------------------------------- | --------------------------------- | --------------------------------- |
| Overgrootouders                      | Willem VIII van Hessen-Kassel (1682-1760) x Dorothea Wilhelmina van Saksen-Zeitz (1691-1743) | Willem VIII van Hessen-Kassel (1682-1760) x Dorothea Wilhelmina van Saksen-Zeitz (1691-1743) | Willem VIII van Hessen-Kassel (1682-1760) x Dorothea Wilhelmina van Saksen-Zeitz (1691-1743) | Willem VIII van Hessen-Kassel (1682-1760) x Dorothea Wilhelmina van Saksen-Zeitz (1691-1743) | Koning George II van Groot-Brittannië (1683-1760) ∞ 1705 Caroline van Brandenburg-Ansbach (1683-1737) | Koning George II van Groot-Brittannië (1683-1760) ∞ 1705 Caroline van Brandenburg-Ansbach (1683-1737) | Koning George II van Groot-Brittannië (1683-1760) ∞ 1705 Caroline van Brandenburg-Ansbach (1683-1737) | Koning George II van Groot-Brittannië (1683-1760) ∞ 1705 Caroline van Brandenburg-Ansbach (1683-1737) | Karel van Nassau-Usingen (1712-1775) x Christiane Wilhelmina van Saksen-Eisenach (1711-1740)               | Karel van Nassau-Usingen (1712-1775) x Christiane Wilhelmina van Saksen-Eisenach (1711-1740)               | Karel van Nassau-Usingen (1712-1775) x Christiane Wilhelmina van Saksen-Eisenach (1711-1740)               | Karel van Nassau-Usingen (1712-1775) x Christiane Wilhelmina van Saksen-Eisenach (1711-1740)               | Christiaan Karel van Leiningen-Heidesheim (1695-1766) ∞ Catharina Polyxena van Solms-Rödelheim (1703-1765) | Christiaan Karel van Leiningen-Heidesheim (1695-1766) ∞ Catharina Polyxena van Solms-Rödelheim (1703-1765) | Christiaan Karel van Leiningen-Heidesheim (1695-1766) ∞ Catharina Polyxena van Solms-Rödelheim (1703-1765) | Christiaan Karel van Leiningen-Heidesheim (1695-1766) ∞ Catharina Polyxena van Solms-Rödelheim (1703-1765) |                                   |                                   |                                   |                                   |                                   |                                   |                                   |                                   |                                   |                                   |                                   |                                   |                                   |                                   |                                   |                                   |                                   |                                   |                                   |                                   |                                   |                                   |                                   |                                   |
| Grootouders                          | Frederik II van Hessen-Kassel (1720-1875) x Maria van Hannover (1723-1772)                   | Frederik II van Hessen-Kassel (1720-1875) x Maria van Hannover (1723-1772)                   | Frederik II van Hessen-Kassel (1720-1875) x Maria van Hannover (1723-1772)                   | Frederik II van Hessen-Kassel (1720-1875) x Maria van Hannover (1723-1772)                   | Frederik II van Hessen-Kassel (1720-1875) x Maria van Hannover (1723-1772)                            | Frederik II van Hessen-Kassel (1720-1875) x Maria van Hannover (1723-1772)                            | Frederik II van Hessen-Kassel (1720-1875) x Maria van Hannover (1723-1772)                            | Frederik II van Hessen-Kassel (1720-1875) x Maria van Hannover (1723-1772)                            | Karel Willem van Nassau-Usingen (1735-1803) x 1766 Carolina Felicitas van Leiningen-Heidesheim (1734-1810) | Karel Willem van Nassau-Usingen (1735-1803) x 1766 Carolina Felicitas van Leiningen-Heidesheim (1734-1810) | Karel Willem van Nassau-Usingen (1735-1803) x 1766 Carolina Felicitas van Leiningen-Heidesheim (1734-1810) | Karel Willem van Nassau-Usingen (1735-1803) x 1766 Carolina Felicitas van Leiningen-Heidesheim (1734-1810) | Karel Willem van Nassau-Usingen (1735-1803) x 1766 Carolina Felicitas van Leiningen-Heidesheim (1734-1810) | Karel Willem van Nassau-Usingen (1735-1803) x 1766 Carolina Felicitas van Leiningen-Heidesheim (1734-1810) | Karel Willem van Nassau-Usingen (1735-1803) x 1766 Carolina Felicitas van Leiningen-Heidesheim (1734-1810) | Karel Willem van Nassau-Usingen (1735-1803) x 1766 Carolina Felicitas van Leiningen-Heidesheim (1734-1810) |                                   |                                   |                                   |                                   |                                   |                                   |                                   |                                   |                                   |                                   |                                   |                                   |                                   |                                   |                                   |                                   |                                   |                                   |                                   |                                   |                                   |                                   |                                   |                                   |
| Ouders                               | Frederik van Hessen-Kassel (1747-1837) x 1786 Carolina van Nassau-Usingen (1762-1823)        | Frederik van Hessen-Kassel (1747-1837) x 1786 Carolina van Nassau-Usingen (1762-1823)        | Frederik van Hessen-Kassel (1747-1837) x 1786 Carolina van Nassau-Usingen (1762-1823)        | Frederik van Hessen-Kassel (1747-1837) x 1786 Carolina van Nassau-Usingen (1762-1823)        | Frederik van Hessen-Kassel (1747-1837) x 1786 Carolina van Nassau-Usingen (1762-1823)                 | Frederik van Hessen-Kassel (1747-1837) x 1786 Carolina van Nassau-Usingen (1762-1823)                 | Frederik van Hessen-Kassel (1747-1837) x 1786 Carolina van Nassau-Usingen (1762-1823)                 | Frederik van Hessen-Kassel (1747-1837) x 1786 Carolina van Nassau-Usingen (1762-1823)                 | Frederik van Hessen-Kassel (1747-1837) x 1786 Carolina van Nassau-Usingen (1762-1823)                      | Frederik van Hessen-Kassel (1747-1837) x 1786 Carolina van Nassau-Usingen (1762-1823)                      | Frederik van Hessen-Kassel (1747-1837) x 1786 Carolina van Nassau-Usingen (1762-1823)                      | Frederik van Hessen-Kassel (1747-1837) x 1786 Carolina van Nassau-Usingen (1762-1823)                      | Frederik van Hessen-Kassel (1747-1837) x 1786 Carolina van Nassau-Usingen (1762-1823)                      | Frederik van Hessen-Kassel (1747-1837) x 1786 Carolina van Nassau-Usingen (1762-1823)                      | Frederik van Hessen-Kassel (1747-1837) x 1786 Carolina van Nassau-Usingen (1762-1823)                      | Frederik van Hessen-Kassel (1747-1837) x 1786 Carolina van Nassau-Usingen (1762-1823)                      |                                   |                                   |                                   |                                   |                                   |                                   |                                   |                                   |                                   |                                   |                                   |                                   |                                   |                                   |                                   |                                   |                                   |                                   |                                   |                                   |                                   |                                   |                                   |                                   |
| Willem van Hessen-Kassel (1787-1867) |                                                                                              |                                                                                              |                                                                                              |                                                                                              | | | | | | | | | | | | |                                   |                                   |                                   |                                   |                                   |                                   |                                   |                                   |                                   |                                   |                                   |                                   |                                   |                                   |                                   |                                   |                                   |                                   |                                   |                                   |                                   |                                   |                                   |                                   |